# Прорив (настільна гра)
|   | a  | b  | c  | d  | e  | f  | g  | h  |   |
| 8 | a8 | b8 | c8 | d8 | e8 | f8 | g8 | h8 | 8 |
| 7 | a7 | b7 | c7 | d7 | e7 | f7 | g7 | h7 | 7 |
| 6 | a6 | b6 | c6 | d6 | e6 | f6 | g6 | h6 | 6 |
| 5 | a5 | b5 | c5 | d5 | e5 | f5 | g5 | h5 | 5 |
| 4 | a4 | b4 | c4 | d4 | e4 | f4 | g4 | h4 | 4 |
| 3 | a3 | b3 | c3 | d3 | e3 | f3 | g3 | h3 | 3 |
| 2 | a2 | b2 | c2 | d2 | e2 | f2 | g2 | h2 | 2 |
| 1 | a1 | b1 | c1 | d1 | e1 | f1 | g1 | h1 | 1 |
|   | a  | b  | c  | d  | e  | f  | g  | h  |   |

Прорив (Breakthrough)  — абстрактна стратегічна настільна гра, яку придумав Ден Тройка (Dan Troyka) 2000 року і яка стала доступною в Zillions of Games файлі  (ZRF).

## Правила
На початку гри на поле виставляють фігури, як показано праворуч. Щоб грати на дошці іншого розміру, необхідно просто заповнити по 2 ряди з протилежних країв дошки фігурами; дошка не обов'язково повинна бути квадратною.
Визначають гравця, який ходить першим; далі гравці ходять за чергою, за один хід можна пересунути лише одну фігуру. 
|   | a  | b  | c  | d  | e  | f  | g  | h  |   |
| 8 | a8 | b8 | c8 | d8 | e8 | f8 | g8 | h8 | 8 |
| 7 | a7 | b7 | c7 | d7 | e7 | f7 | g7 | h7 | 7 |
| 6 | a6 | b6 | c6 | d6 | e6 | f6 | g6 | h6 | 6 |
| 5 | a5 | b5 | c5 | d5 | e5 | f5 | g5 | h5 | 5 |
| 4 | a4 | b4 | c4 | d4 | e4 | f4 | g4 | h4 | 4 |
| 3 | a3 | b3 | c3 | d3 | e3 | f3 | g3 | h3 | 3 |
| 2 | a2 | b2 | c2 | d2 | e2 | f2 | g2 | h2 | 2 |
| 1 | a1 | b1 | c1 | d1 | e1 | f1 | g1 | h1 | 1 |
|   | a  | b  | c  | d  | e  | f  | g  | h  |   |

Фігура може піти прямо або по діагоналі вперед на 1 клітину, якщо вона порожня. На діаграмі праворуч біла фігура на c5 може піти на будь-який із позначених квадратів. 
Фігура може піти на клітину, яку зайняв опонент, тоді, і лише тоді, коли ця клітина на 1 квадрат попереду по діагоналі. Тоді ту фігуру, яка там стояла, видаляють з дошки, а на її місце ставлять ту, якою ходять. Наприклад, чорна фігура може захопити білу на e2, або на g2; при захопленні вона стає на їх місце. Слід зазначити, що захоплення не є обов'язковим, а також не може бути «ланцюговим», як в шашках. 
Той гравець, який першим зміг досягти протилежного краю дошки, виграє. Якщо всі фігури гравця з'їдені  — гравець програє. Нічия неможлива, оскільки фігури можуть лише йти вперед (або бути з'їденими), і будь-яка фігура має як мінімум можливість одного діагонального ходу. 

## Стратегія
Попри те, що правила гри достатньо прості (і були найпростішими в 2001 8x8 Game Design Competition), стратегія складна та заплутана. 